# ジョン・テイラー・ガット
ジョン・テイラー・ガット（John Taylor Gatto、1935年12月5日 - 2018年10月25日）は、アメリカ合衆国の30年近く教員として働いた現役作家である。教えることに熱心で、教員を退職した後は現代義務教育のイデオロギーや歴史、またその結果を批判する複数の書物を出版している。中でもよく知られている本は「バカをつくる学校」とアメリカの教育の裏を紹介する"The Underground History of American Education: A Schoolteacher's Intimate Investigation Into the Problem of Modern Schooling"の2冊である。
1989年、1990年、1991年に米国ニューヨーク市最優秀教師に選ばれ、また1991年にニューヨーク州の最優秀教師賞も受賞している。

## 経歴
ガットはペンシルベニア州ピッツバーグ市の近くにあるモノンガヒラ市に生まれた。主に公立学校に通っていたが、一時Latrobe市にあるカトリックの寄宿学校にも在籍したことがある。大学はコーネル大学、ピッツバーグ大学とコロンビア大学で勉強し、卒業後は米軍の医療隊員として米国内数ヶ所に活躍。軍隊を引退した後は大学院に戻った。
1985年と1988年にニューヨーク州議員選挙に立候補したが当選しなかった。1991年に引退を表明し、ウォールストリートジャーナルに「自分の生計を立てるためにこれ以上子供を傷つけたくない」と書いたI Quit, I Think の記事を載せた。その後講演者と作者として活動している。1997年に教育自由の発展への貢献が評価され、Alexis de Tocqueville Award を受賞。
2018年10月25日にニューヨークにて死去。

## 主張
義務教育は子供にどの影響を与えるのかについて、1991年の著書『バカをつくる学校』(Dumbing Us Down)で下記の通り定義している:
1. 学校教育は生徒たちを混乱させるだけ。学校から追い出されないためには、滅裂に集められた情報をこどもが暗記しなければならない。テストや試験以外は、学校がテレビによく似ている。それは、子どもたちのほぼすべての「自由な」時間を埋めている。見たものをすぐに忘れる。
2. 自分の社会的地位を受け入れることを教わる。
3. 生徒たちは無関心になる。
4. 感情的依存をつくりだす。
5. 精神的依存を覚える。
6. 専門家による一定の確認（暫定自尊心）が必要な自信を教えている。
7. 常に監視されていることに気づき、自分が隠れられないことを覚える。

## 注脚
1. ↑  After learning he was regularly confused with another teacher named John Gatto, he added Taylor to his pen name.
2. ↑  New York's Teachers of the Year, New York State Education Department (accessed April 5, 2014).
3. ↑  "THE ELECTIONS; New York State Senate".
4. ↑  "I Quit, I Think".
5. ↑  ""[リンク切れ]. Alexis de Tocqueville Award. April 5, 2014.
6. ↑  “Education reformer John Taylor Gatto has passed away but his spirit and work live on” (英語). Sott.net. (2018年10月29日) 2018年11月5日閲覧。